# Ostrinia orientalis
Ostrinia orientalis là một loài bướm đêm trong họ Crambidae.